# Arató Endre
Arató Endre (Arnstein; Budapest, 1921. november 8. – Budapest, 1977. augusztus 30.) történész.

## Élete
Gyermekkorát Révkomáromban töltötte, ezen élményei hatására kezdett a kisebbségekkel foglalkozni. Származása miatt három évig volt munkaszolgálatos Kárpátalján és Erdélyben, végül megjárta gunskircheni és mauthauseni táborokat. 1945-ben belépett a Magyar Kommunista Pártba, és beiratkozott a budapesti egyetemre. 1949-ben szerezte meg a bölcsészdoktori oklevelét. Az egyetem elvégzése után a Közoktatásügyi Minisztérium nemzetiségi osztályának vezetésével bízták meg, számos kezdeményezése azonban nem tudott megvalósulni.
1951-ben a Történettudományi Intézet tudományos kutatója lett, ahol feladatul Csehszlovákia történetének kutatását és a reformkori nemzetiségi kérdés vizsgálatát kapta. Csehszlovákia esetében főképp a 19. századot vizsgálta, azon belül a gazdaságtörténetet elemezte. 1956 januárjában védte meg A nemzetiségi kérdés története Magyarországon 1790-1848 című kandidátusi értekezését. Már az MTA TTI munkatársaként is bekapcsolódott az oktatásba, 1957 nyarától pedig az ELTE Kelet-Európa Történeti Tanszékére nevezték ki docenssé. Nevéhez több egyetemi jegyzet fűződik. 1965-ben egyetemi tanári kinevezést kapott.
Megírta Kelet-Európa történetét a 19. század első felében. Újszerűen közelítette meg magát a fogalmat is, ő az Elbától az Urálig terjedő területet értette Kelet-Európa alatt, a népek bemutatása révén a történeti táj történelmét foglalta össze. Ezen művével lett akadémiai doktor 1969-ben. A Magyar Tudományos Akadémia 1973-ban választotta tagjává, székfoglalója a magyarországi nemzetiségek polgári nemzeti ideológiájának 18. századi előzményeit vizsgálta.

## Művei
- 1960 A nemzetiségi kérdés története Magyarországon 1790-1848. I-II. Budapest.
- 1969 A magyar-csehszlovák viszony ötven éve 1918-1968. Budapest.
- 1971 Kelet-Európa története a XIX. század első felében. Budapest.
- 1975 A feudális nemzetiségtől a polgári nemzetig. A magyarországi nem magyar népek nemzeti ideológiájának előzményei. Budapest.
- 1977 Tanulmányok a szlovákiai magyarok történetéből 1918-1975. Budapest.
- 1978 A nemzetiségi kérdés Nagy-Britanniában. Budapest.
- 1994 Csehszlovákia története 1849-1945. Budapest.
- 1994 Jugoszlávia története. (tsz. Perényi József)